# Naft Al-Wasat Sports Club
Il Naft Al-Wasat Sports Club (in arabo نادي نفط الوسط الرياضي‎?) è una società polisportiva irachena fondata nel 2008 e con sede a Najaf, nota per le sezioni calcistica e di calcio a 5. La squadra di calcio milita nella Prima lega irachena, la massima divisione del campionato iracheno di calcio.

## Palmarès

### Calcio
- Prima lega irachena: 1

2014-2015

### Calcio a 5
- Campionato iracheno: 1

2016-2017, 2017-2018
Sito ufficiale